# ناحیه ماپو
ناحیه ماپو (کره‌ای: 마포구; لاتین‌نویسی اصلاح‌شده: Mapo-gu) یکی از ۲۵ نواحی سئول پایتخت کره جنوبی است.
ماپو ۳۸۱٬۳۳۰ نفر (۲۰۱۵) جمعیت دارد و مساحت جغرافیایی آن ۲۳٫۸۷ کیلومتر مربع (۹٫۲۲ مایل مربع) است و به ۲۴ محله (محله‌های اداری) تقسیم شده‌است. ماپو در غرب سئول در کرانه شمالی رود هان واقع شده‌است. ناحیه ماپو در شمال غربی با شهر گویانگ در استان گیونگ‌گی، در غرب با ناحیه گانگسو، در جنوب با ناحیه یونگدونگپو، در جنوب شرقی با ناحیه جونگ و در شمال با ناحیه اون‌پیونگ هم‌مرز است.

## خواهرخوانده
- ناحیه شیجینگشان، چین